# Епархия Пхеньяна
Епархия Пхеньяна (лат. Dioecesis Pyeongyangensis ) — епархия Римско-Католической Церкви с центром в городе Пхеньян, Северная Корея. Епархия Пхеньяна входит в архиепархию Сеула.

## История
27 марта 1927 года Святым Престолом был учрежден апостольская префектура Пхеньяна. В 1939 году Апостольская префектура Пхеньяна была преобразована в апостольский викариат Пхеньяна, который 10 марта 1962 года был преобразован в епархию Пхеньяна Римским папой Иоанном XXIII.
После прихода к власти коммунистических властей КНДР последний ординарий апостольского викариата епископ Франциск Хонг Йонг Хо в 1947 году был арестован; о дальнейшей судьбе епископа Хонг Йонг Хо не известно. Формально до 2013 года считалось, что он жив, поэтому кафедра епархии Пхеньяна не считалась вакантной; в то же время обязанности апостольского администратора епархии Пхеньяна исполняет архиепископ Сеула.

## Ординарии
- священник Патрик Джозеф Бирн (1927—1929) — администратор Апостольской префектуры Пхеньяна;
- священник Джон Эдвард Моррис (1930—1936) — администратор Апостольской префектуры Пхеньяна;
- епископ Уильям О’Ши (1939—1945) — администратор Апостольского викариата Пхеньяна;
- епископ Франциск Хонг Йонг Хо (1945—1962) — администратор Апостольского викариата Пхеньяна; 1962—2013 епископ Пхеньяна.
  - монсеньор Джордж Кэрролл (1950–1975) — апостольский администратор;
  - кардинал Стефан Ким Су Хван (1975—1998) — апостольский администратор;
  - кардинал Николай Чон Джин Сок (1998—2012) — апостольский администратор;
  - кардинал Андрей Ём Су Чжун (2012—2021) — апостольский администратор;
  - архиепископ Пётр Чон Сун Таэк (28.10.2021 — по настоящее время) — апостольский администратор.

## Источник
- Annuario Pontificio, Libreria Editrice Vaticana, Città del Vaticano, 2003, ISBN 88-209-7422-3